# Realizem (umetniško gibanje)
Realizem je bilo umetniško gibanje, ki se je pojavilo v Franciji v 1840-ih, okoli revolucije 1848.  Realisti so zavrnili romanticizem, ki je od zgodnjega 19. stoletja prevladoval v francoski literaturi in umetnosti. Realizem se je uprl eksotični temi in pretiranemu emocionalizmu in dramatičnosti romantičnega gibanja. Namesto tega je želel prikazati resnične in tipične sodobne ljudi in situacije z resnico in natančnostjo, ne da bi se izognil neprijetnim ali hudim vidikom življenja. Gibanje se je želelo osredotočiti na neidealizirane teme in dogodke, ki so bili v umetniškem delu prej zavrnjeni. Realistična dela so upodabljala ljudi vseh razredov v situacijah, ki se pojavljajo v običajnem življenju in so pogosto odražala spremembe, ki so jih prinesle industrijska in trgovska revolucija. Realizem se je ukvarjal predvsem s tem, kako so se stvari videle, namesto da bi vsebovale idealne predstave sveta . Popularnost takih 'realističnih' del je rasla z uvedbo fotografije - novega vizualnega vira, ki je ljudem ustvaril željo po ustvarjanju predstav, ki so videti objektivno resnične.
Realisti so v sodobnih okoljih upodabljali vsakdanje predmete in situacije in poskušali na podoben način prikazati posameznike vseh družbenih razredov. Mračne palete zemeljskih tonov so bile uporabljene za zanemarjanje lepote in idealizacije, ki jo običajno najdemo v umetnosti. To gibanje je sprožilo polemiko, ker je namerno kritiziralo družbene vrednote in višje sloje ter preučevalo nove vrednote, ki so nastale skupaj z industrijsko revolucijo. Realizem na splošno velja za začetek modernega umetniškega gibanja zaradi prizadevanja za vključevanja sodobnega življenja in umetnosti skupaj . Klasičnemu idealizmu in romantičnemu emocionalizmu in drami so se izogibali enakovredno, pogosto ogabni ali neurejeni elementi teme niso bili zglajeni ali izpuščeni. Socialni realizem poudarja upodobitev delavskega razreda in jih obravnava enako resno kot druge razrede v umetnosti, toda realizem, kot izognitev umetnosti, je bil pri obravnavi človeških odnosov in čustev tudi cilj realizma. Ravnanje z osebami na herojski ali sentimentalni način je bilo enako zavrnjeno.
Realizem kot umetniško gibanje je v Franciji vodil Gustave Courbet. Širil se je po Evropi in je bil vpliven že naslednje stoletje in širše, toda ko je postal sprejet v glavni tok slikarstva, postaja manj pogost in uporaben kot izraz za opredelitev umetniškega sloga. Po prihodu impresionizma in kasnejših gibanj, ki so zmanjšali pomen natančnega iluzionističnega čopiča, se je pogosto navajal zgolj na uporabo bolj tradicionalnega in strožjega slikarskega sloga. Uporabljen je bil za številna poznejša gibanja in trende v umetnosti, nekateri vključujejo skrbno iluzionistično reprezentacijo, kot je fotorealizem, drugi pa upodabljanju 'realistične' teme v socialnem smislu ali poskusu obeh.

## Začetki v Franciji
Realistično gibanje se je začelo sredi 19. stoletja kot reakcija romantiki in zgodovinskemu slikarstvu. Realistični slikarji so v korist upodobitev 'resničnega' življenja uporabljali običajne delavce in navadne ljudi v običajnem okolju kot subjekte svojih del. Glavni zastopniki realizma so bili Gustave Courbet, Jean-François Millet, Honoré Daumier in Jean-Baptiste-Camille Corot. Jules Bastien-Lepage je tesno povezan z začetkom naturalizma, umetniškega sloga, ki je nastal iz poznejše faze realističnega gibanja in oznanil prihod impresionizma.
Realisti so uporabili nepreverjene podrobnosti, ki prikazujejo obstoj običajnega sodobnega življenja, ki sovpadajo v sodobni naturalistični literaturi Émila Zolaja, Honoréja de Balzaca in Gustava Flauberta.
Courbet je bil vodilni zagovornik realizma in je izzval priljubljeno zgodovinsko slikarstvo, ki je bilo spoštivano na umetniški akademiji, ki jo sponzorira država. Njegovi prelomni sliki Pogreb v Ornansu in Drobilca kamenja sta upodabljali navadne ljudi iz rodne regije. Obe sliki sta bili narejeni na ogromnih platnih, ki bi jih običajno uporabljali za zgodovinske slike. Čeprav so Courbetova zgodnja dela posnemala prefinjen način starih mojstrov, kot sta Rembrandt in Tizian, je po letu 1848 sprejel krepko neelegantni slog, navdihnjen s priljubljenimi tiski, trgovskimi znaki in drugimi deli ljudskih obrtnikov. V svoji sliki Drobilca kamenja, svoji prvi sliki, ki je ustvarila polemiko, je Courbet odstopil od pastoralne tradicije predstavljanja človeških subjektov v sozvočju z naravo. Namesto tega je upodobil dva moška, nasproti brezčasni, kamniti cesti. Zakrivanje njunih obrazov poudarja nečloveško naravo njihovega monotonega, ponavljajočega se dela. 
- Gustave Courbet, Pogreb v Ornansu, 1849
- Jean-François Millet, Paberkovalke, 1857
- Honoré Daumier, Vagon tretjega razreda, 1862–64
- Gustave Courbet, Drobilca kamenja, 1849
- Gustave Courbet, Po večerji v Ornansu, 1849
- Jean-François Millet, Sejalec, 1850
- Gustave Courbet, Le Sommeil (Spanec), 1866, Petit Palais, Musée des Beaux-Arts de la Ville de Paris
- Jean-Baptiste-Camille Corot, Mladenka bere, 1868, National Gallery of Art[10]
- Édouard Manet, Zajtrk v ateljeju (Črni jopič), Neue Pinakothek, München, nemčija, 1868
- Jean-François Millet, Normanska mlekarica v Grévilleu, 1871
- Jules Bastien-Lepage, Oktober, 1878, National Gallery of Victoria
- Jules Breton, Konec delovnega dne, 1886–87

## Izven Francije
Francosko realistično gibanje je imelo slogovne in ideološke ustreznike v vseh drugih zahodnih državah, ki so se razvijale nekoliko pozneje. Za realistično gibanje v Franciji je bil značilen duh upora proti močni uradni podpori zgodovinskemu slikarstvu. V državah, kjer je institucionalna podpora zgodovinskemu slikarstvu manj prevladovala, prehod iz obstoječih tradicij žanrskega slikarstva v realizem ni predstavljal takega raskola. Pomembno realistično gibanje onkraj Francije je bila skupina Peredvižniki ali Postopači v Rusiji, ki je nastala v 1860-ih in organizirala razstave iz leta 1871, med katerimi je bilo veliko realistov, kot so žanrski umetnik Vasilij Perov, krajinski umetniki Ivan Šiškin, Aleksej Savrasov in Arkhip Kuindžhi, portretist Ivan Kramskoy, vojni umetnik Vasily Vereščagin, zgodovinski umetnik Vasily Surikov in še posebej Ilya Repin, ki ga mnogi smatrajo za najbolj priznanega ruskega umetnika 19. stoletja.
Courbetov vpliv je bil najmočneje čutiti v Nemčiji, kjer so se med vidne realiste uvrstili Adolph Menzel, Wilhelm Leibl, Wilhelm Trübner in Max Liebermann. Leibl in številni drugi mladi nemški slikarji so se srečali s Courbetom leta 1869, ko je obiskal München, da bi razstavil svoja dela in demonstriral svoj način slikanja iz narave. V Italiji so umetniki skupine Macchiaioli slikali realistične prizore podeželskega in mestnega življenja. Haaška šola so bili na Nizozemskem realisti, katerih slog in vsebina sta močno vplivala na zgodnja dela Vincenta van Gogha. V Veliki Britaniji so umetniki, kot so Američan James McNeill Whistler, pa tudi angleški umetniki Ford Madox Brown, Hubert von Herkomer in Luke Fildes imeli velik uspeh z realističnimi slikami, ki se ukvarjajo s socialno problematiko in upodobitvami 'resničnega' sveta.
V ZDA sta bila Winslow Homer in Thomas Eakins pomembna realista in predhodnika Ashcanske šole, umetnostnega gibanja zgodnjega 20. stoletja, ki je večinoma delovalo v New Yorku. V Ashcansko šolo so bili vključeni takšni umetniki, kot sta George Bellows in Robert Henri in pomagali opredeliti ameriški realizem v njegovi nagnjenosti k upodobitvi vsakdanjega življenja revnejših članov družbe.
Kasneje v Ameriki je izraz realizem prevzel različne nove opredelitve in prilagoditve, ko je gibanje prizadelo ameriški nadrealizem in magični realizem, ki sta se v 1930-ih razvila iz francoskega realističnega gibanja, v 1950-ih pa se je razvil nov realizem. To gibanje je menilo, da umetnost obstaja kot stvar, ki je sama po sebi nasprotna predstavitvam resničnega sveta. V sodobni Ameriki je umetnost realizma na splošno obravnavana kot vse, kar ne sodi v abstraktno umetnost, zato vključuje večinoma umetnost, ki prikazuje realnost. 
- Illarion Pryanišnikov, Joker. Gostiny Dvor v Moskvi, 1865
- Konstantin Savitsky, Popravilo železnice, 1874
- Ivan Šiškin, Rženo polje, 1878
- Wilhelm Leibl, Vaški politiki, 1877
- Adolph Menzel, Zadnja stran hiše in dvorišče, ca. 1846
- Giovanni Fattori, Tri kmetice na njivi, 1866–67
- Jan Hendrik Weissenbruch, Notranjost kmečke hiše, between 1870 and 1903
- Ford Madox Brown, Zadnji pogled na Anglijo, 1852–1855
- Hubert von Herkomer, Težki časi, 1885
- Robert Henri, Sneg v New Yorku, 1902, National Gallery of Art, Washington DC
- John French Sloan, McSorleyjev bar, 1912, Detroit Institute of Arts